# Societat de la Fundació Nacional
La Societat de la Fundació Nacional (国本社, Kokuhonsha) fou una societat política de tall nacionalista de l'Imperi del Japó activa entre els anys 1921 i 1936.
La societat fou creada el 1921 pel conservador Kiichirō Hiranuma, ministre de justícia i president de la Cambra de Consellers del Japó. L'organització feia una crida a tots els patriotes japonesos per tal de rebutjar els diferents "-ismes" polítics d'origen estranger (com el socialisme, el comunisme, el marxisme, el anarquisme, etc.) en benefici d'un "esperit nacional japonés", també conegut com a Kokutai. El nom de la societat ("Kokuhon") fou elegit intencionadament com a antítesi a la paraula "Minpon", provinent del Minpon shugi, nom que aleshores se li donava al terme "democràcia". La societat donava suport obert al totalitarisme i fou criticada públicament per l'home d'estat i antic Primer Ministre Saionji Kinmochi per promoure una mena de "feixisme japonès".
Entre els membres de la societat es trobaven molts companys de Hiranuma al Ministeri d'Afers Interns, importants homes de negocis i empresaris, així com alguns dels militars més poderosos com els generals Sadao Araki, Jinzaburō Masaki, Saitō Makoto, Kenjirō Yamakawa i l'almirall i heroi de guerra Tōgō Heihachirō, ocupant aquest darrer la posició de vicepresident honorari de la societat. L'any 1936, l'organització afirmava tindre ja més de 200.000 membres repartits en 170 branques. La societat va arribar a publicar un períodic i actuà com a grup polític de suport a Hiranuma.
No obstant això, una vegada que Hiranuma fou nomenat president del Consell Privat, aquest deixà de necessitar el suport del grup d'acció política.L'incident del 26 de febrer de 1936, durant el qual molts membres importants de la societat donaren suport als insurrectes, fou l'excusa perfecta per a Hiranuma, el qual ordenà la supressió i dissolució immediata de l'organització.